# Karl Rudolf Stehlin

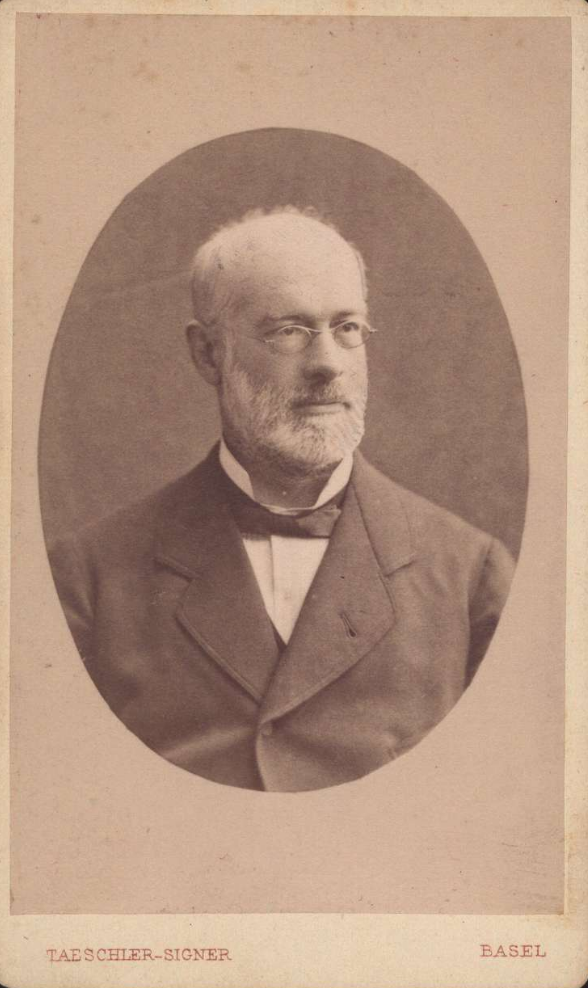
Karl Rudolf Stehlin-Merian

Karl Rudolf Stehlin (* 13. Januar 1831 in Basel; † 12. Juli 1881 ebenda) war ein Schweizer Wirtschaftsführer und Politiker.

## Biografie

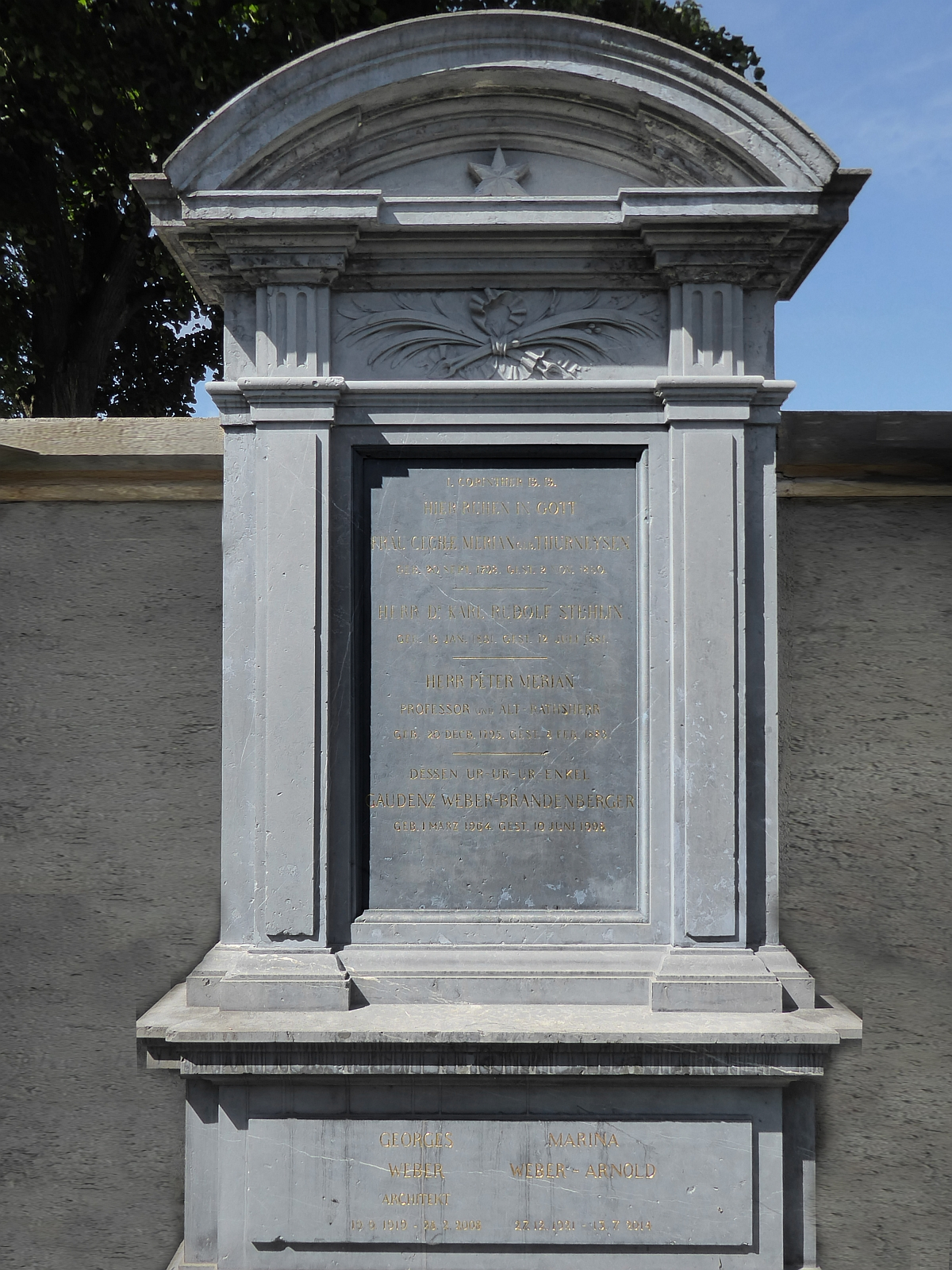
Grabstein auf dem Friedhof Wolfgottesacker, Basel

Karl Rudolf Stehlin war der Sohn des Architekten und Politikers Johann Jakob Stehlin. Der Architekt Johann Jakob Stehlin der Jüngere war sein Bruder.
Er studierte Rechtswissenschaften an den Universitäten von Basel und Göttingen. Auf seine  Promotion zum Dr. iur. 1852 folgten längere Auslandsaufenthalte, so in Berlin, Paris und England. 1856–1872 betrieb er eine Anwalts- und Notariatskanzlei in Basel.  1872–1881 war er Verwaltungsratspräsident des neu gegründeten Basler Bankvereins und er gehörte zudem dem Verwaltungsrat mehrerer Eisenbahngesellschaften an.
Als Politiker galt Stehlin als Fachmann für Finanz- und Verkehrsfragen. Er sass 1858–1881 im Basler Grossen Rat, den er 1866–1867 präsidierte. 1875–1881 vertrat der den Kanton Basel-Stadt im Ständerat und bekleidete 1879/80 das Amt des Ständeratspräsidenten.
1858 veröffentlichte er zusammen mit Johann Jakob Bachofen in Zürich Beiträge zur Schweizergeschichte aus englischen Manuscripten.
Stehlin heiratete 1858 Cäcilia Merian (1835–1916), eine Tochter des Peter Merian. Seine Söhne waren der Architekt Fritz Stehlin, der Archäologe und Historiker Karl Stehlin und der Paläontologe Hans Georg Stehlin. Stehlin war der Enkel mütterlicherseits von Karl Friedrich Hagenbach.